# Lilian Stybel
Lilian Stybel (geb. 1982 in Achim) ist eine deutsche Juristin, Richterin und Mitglied des Staatsgerichtshofs Bremen.

## Werdegang
Lilian Stybel studierte von 2002 bis 2006 Rechtswissenschaften an der Universität Bremen und legte 2007 die Erste Juristische Staatsprüfung ab. In den Jahren 2007 bis 2009 war sie wissenschaftliche Mitarbeiterin einer internationalen Wirtschaftskanzlei in Düsseldorf, wo sie von 2008 bis 2010 im Bezirk des dortigen Oberlandesgerichts ihr Referendariat absolvierte. Die Zweite Juristische Staatsprüfung legte Stybel 2010 ebenfalls in Nordrhein-Westfalen ab.
Stybel kehrte nach Bremen zurück und trat 2010 in den Justizdienst ein. Nach Ende der Zeit als Proberichterin wurde sie 2013 am Verwaltungsgericht Bremen zur Richterin auf Lebenszeit berufen. Im Jahr 2019 wurde sie zur Richterin am Oberlandesgericht Bremen befördert.
Am 12. Oktober 2023 wählte die Bremische Bürgerschaft Lilian Stybel für die laufende 21. Wahlperiode zum Mitglied des Staatsgerichtshofs der Freien Hansestadt Bremen.